# Prunella Ransome
Prunella Ransome, pe numele complet Prunella Jane Ransome, (n. 18 ianuarie 1943, Greater London, Anglia, Regatul Unit – d. 4 martie 2002, Norwich, Anglia, Regatul Unit) a fost o actriță de film și de televiziune britanică. Printre cele mai cunoscute filme ale sale se numără Departe de lumea dezlănțuită (1967), Alfred cel Mare (1969), Un om în sălbăticie (1971) și Cine poate ucide un copil? (1976).

## Biografie
Ransome și-a început cariera de actorie în 1967, cu un rol în miniseria britanică Kenilworth, alături de Jeremy Brett. Și-a făcut debutul în lungmetraj în același an în drama lui John Schlesinger, Departe de lumea dezlănțuită, alături de Julie Christie, Terence Stamp și Peter Finch. Pentru interpretarea rolului Fanny, a primit în 1968 o nominalizare la Globul de Aur pentru cea mai bună actriță în rol secundar.
În următorul ei lungmetraj, filmul istoric al lui Clive Donner, Alfred cel Mare, cu David Hemmings, Michael York și Ian McKellen, Prunella a jucat rolul principal feminin. De la începutul anilor 1970, a fost văzută din ce în ce mai mult în producții de televiziune britanice precum Aventurierul și Danny și Brett - Operațiunea Monte Carlo.
Cele mai recente roluri de film ale ei au fost un rol secundar în westernul Un om în sălbăticie și rolul principal feminin în filmul de groază spaniol Cine poate ucide un copil?. A lucrat în televiziune doar până la mijlocul anilor 1980, inclusiv în miniseria Secretul Insulei Pescărușilor. În anii 1990 a fost văzută din nou în roluri de invitat în seriale precum Heartbeat.
A avut două fiice, Charlotte (născută în 1973) și Victoria (născută în 1975).[1] Ea a încetat să mai fie actriță în 1997 și a decedat de cancer esofagian la Norwich pe 4 martie 2002.

## Filmografie selectivă
- 1967 Kenilworth (miniserial, 4 episoade)
- 1967 Departe de lumea dezlănțuită (Far from the Madding Crowd), regia John Schlesinger : Fanny Robin
- 1969 Alfred cel Mare (Alfred the Great), regia Clive Donner : Aelhswith
- 1970 Doctor Who (serial TV, episoade 7x10)
- 1971 Un om în sălbăticie (Man in the Wilderness), regia Richard C. Sarafian : Grace
- 1971 Danny și Brett - Operațiunea Monte Carlo (The Persuaders!, serial TV, episoade 1x22)
- 1972 Les Désaxées (Les Désaxées), regia Michel Lemoine : Patricia
- 1973 Aventurierul (The Adventurer, serial TV, episoade 1x14)
- 1973 Van der Valk (serial TV, episoade 2x07)
- 1974 The Double Dealers (serial TV, 4 episoade)
- 1976 Cine poate ucide un copil? (¿Quién puede matar a un niño?), regia Narciso Ibáñez Serrador ; Evelyn
- 1976 Dangerous Knowledge (serial TV, 6 episoade)
- 1977 Warship (serial TV, 8 episoade)
- 1978 A Horseman Riding By (serial TV, 12 episoade)
- 1979 Crimă și pedeapsă (Crime and Punishment, miniserial, 2 episoade)
- 1981 Insula Pescărușilor (Seagull Island, miniserial, 5 episoade)
- 1982 Secretul Insulei Pescărușilor (The Secret of Seagull Island), regia Nestore Ungaro : Barbara Carey
- 1984 Sorrell and Son (miniserial, 4 episoade)
- 1996 Heartbeat (serial TV, episoade 6x07)

## Premii și nominalizări
- 1968 Globul de Aur
  - Nominalizare la Cea mai bună actriță în rol secundar pentru Departe de lumea dezlănțuită lui Prunella Ransome